# Verejeni (przystanek kolejowy)
Verejeni – przystanek kolejowy w miejscowości Verejeni, w rejonie Ocnița, w Mołdawii. Położony jest na linii Ocnița – Żmerynka.